# Protanguilla palau
Protanguilla palau – gatunek niewielkiej morskiej ryby węgorzokształtnej (Anguilliformes), jedyny przedstawiciel rodzaju Protanguilla i rodziny Protanguillidae. Został odkryty w marcu 2010 w głębokiej jaskini podwodnej na rafie w pobliżu Palau (zachodni Ocean Spokojny). Nazwa rodzaju pochodzi od greckich słów protos i anguilla (pierwszy węgorz) i nawiązuje do jego wczesnego oddzielenia się od linii rozwojowej współczesnych węgorzy. Epitet gatunkowy nawiązuje do lokalizacji typu.
Gatunek znany jest z 8 złowionych dotychczas osobników. Pierwszego złowił Jiro Sakaue w marcu 2009 roku na głębokości 35 m u zachodnich wybrzeży Wysp Ngemelis. Smukłe ciało tej ryby osiąga do 18 cm długości i wykazuje nietypowy zestaw cech morfologicznych. Wiele z tych cech jest charakterystycznych dla współcześnie żyjących węgorzokształtnych, inne są uznawane za prymitywne, spotykane jedynie u form kopalnych, a jeszcze inne są prymitywne zarówno w odniesieniu do węgorzy współczesnych, jak i kopalnych.
W porównaniu z typowymi węgorzami, Protanguilla palau ma nieproporcjonalnie dużą głowę, krótkie, bocznie ścieśnione ciało, charakterystyczne pierścieniowate otwory skrzelowe i nieznacznie wydłużoną płetwę ogonową. Nie ma płetw brzusznych. Łuski są drobne, eliptyczne. Do cech unikatowych, najbardziej prymitywnych, niespotykanych nawet u znanych nauce najstarszych z kopalnych węgorzy okresu kredy zaliczono m.in. mniejszą niż u gatunków współczesnych liczbę kręgów (79–87) oraz obecność dobrze wykształconych wyrostków filtracyjnych.
Autorzy diagnozy taksonomicznej uważają, że gatunek ten może być przedstawicielem bazalnej grupy węgorzokształtnych, której linia rozwojowa oddzieliła się od pozostałych Anguilliformes około 200 milionów lat temu, podczas ery mezozoicznej. Protanguilla palau został uznany za żywą skamieniałość, a jego odkrycie porównywane jest ze słynnym odkryciem latimerii w latach 30. XX wieku.
Holotypem (NSMT-P 98249) jest samica o długości 176 mm (SL). Publikacja diagnozy taksonomicznej ukazała się online 17 sierpnia 2011 roku (autorzy użyli w niej nazwy Protoanguilla), ale nie spełniała wymogów ICZN. W ostatecznej wersji publikacji w „Proceedings of the Royal Society (B)” autorzy przyjęli nazwę Protanguilla. Wersja ta ukazała się 7 marca 2012, dlatego spotykane są dwie daty publikacji: 2011 lub 2012. Według Wiliama Eschmeyera (Catalog of Fishes), właściwą jest pierwsza z wymienionych.